# 5.º governo da ditadura militar (Portugal)
O 5.º governo da Ditadura portuguesa, nomeado a 10 de novembro de 1928 e exonerado a 8 de julho de 1929, foi o segundo ministério consecutivo liderado por José Vicente de Freitas.
A sua constituição era a seguinte:
| Cargo                                | Detentor | Detentor                                            | Período                                         |
| ------------------------------------ | -------- | --------------------------------------------------- | ----------------------------------------------- |
| Presidente do Ministério             |          | José Vicente de Freitas (1869–1952)                 | 10 de novembro de 1928 a 8 de julho de 1929     |
| Ministro do Interior                 |          | José Vicente de Freitas (1869–1952)                 | 10 de novembro de 1928 a 8 de julho de 1929     |
| Ministro da Justiça e dos Cultos     |          | Mário de Figueiredo (1890–1969)                     | 10 de novembro de 1928 a 8 de julho de 1929     |
| Ministro das Finanças                |          | António de Oliveira Salazar (1889–1970)             | 10 de novembro de 1928 a 8 de julho de 1929     |
| Ministro da Guerra                   |          | Júlio Morais Sarmento (1875–1949)                   | 10 de novembro de 1928 a 8 de julho de 1929     |
| Ministro da Marinha                  |          | Aníbal de Mesquita Guimarães (1882–1952)            | 10 de novembro de 1928 a 8 de julho de 1929     |
| Ministro dos Negócios Estrangeiros   |          | Aníbal de Mesquita Guimarães (interino) (1882–1952) | 10 de novembro de 1928 a 19 de dezembro de 1928 |
| Ministro dos Negócios Estrangeiros   |          | Manuel Quintão Meireles (1880–1962)                 | 19 de dezembro de 1928 a 8 de julho de 1929     |
| Ministro dos Negócios Estrangeiros   |          | Aníbal de Mesquita Guimarães (interino) (1882–1952) | 6 de maio de 1929 a 28 de maio de 1929          |
| Ministro do Comércio e Comunicações  |          | José Bacelar Bebiano (interino) (1894–1967)         | 10 de novembro de 1928 a 19 de novembro de 1928 |
| Ministro do Comércio e Comunicações  |          | Eduardo Aguiar de Bragança (1888–1963)              | 19 de novembro de 1928 a 11 de janeiro de 1929  |
| Ministro do Comércio e Comunicações  |          | José Vicente de Freitas (interino) (1869–1952)      | 11 de janeiro de 1929 a 8 de julho de 1929      |
| Ministro das Colónias                |          | José Bacelar Bebiano (1894–1967)                    | 10 de novembro de 1928 a 8 de julho de 1929     |
| Ministro das Colónias                |          | Aníbal de Mesquita Guimarães (interino) (1882–1952) | 18 de maio de 1929 a 8 de julho de 1929         |
| Ministro da Instrução Pública        |          | Gustavo Cordeiro Ramos (1888–1974)                  | 10 de novembro de 1928 a 8 de julho de 1929     |
| Ministro da Agricultura              |          | Pedro Bravo (1877–1948)                             | 10 de novembro de 1928 a 8 de julho de 1929     |
|                                      |          |                                                     |                                                 |
| Subsecretário de Estado das Finanças |          | Guilherme Luiselo Alves Moreira (1896–1971)         | 10 de novembro de 1928 a 8 de julho de 1929     |